# كالاتش-نا-دونو
كالاتش-نا-دونو (بالروسية: Калач-на-Дону) هي إحدى مدن روسيا في الكيان الفدرالي الروسي فولغوغراد أوبلاست.